# Петриани
Петриани (груз. პეტრიანი) — село в Грузии, в муниципалитете Душети края Мцхета-Мтианети. 

## География
Село расположено в северной части края, в 24 километрах по прямой к западу от центра муниципалитета Душети. Высота центра — 1020 метров над уровнем моря.

## Население
По данным переписи населения 2014 года, в селе проживало 91 человек.
| Год  | Население | Мужчины | Женщины |
| ---- | --------- | ------- | ------- |
| 2002 | 126       | 62      | 64      |
| 2014 | 91        | 43      | 48      |